# Тинкалюк Іван Юхимович
Іва́н Юхи́мович Тинкалю́к (нар. 27 червня 1924, с. Річка, нині Косівського району Івано-Франківської області) — український майстер художньої обробки металу.
Майстерності навчався у свого дядька Ілька Кіщука та брата Дмитра Тинкалюка.
Твори: карбовані з бронзи, латуні, срібла й інкрустовані каучуком, рогом, перламутром келихи, топірці, лускоріхи, різні прикраси (пряжки, персні) та ін.